# Departamento de San Justo (kommun i Santa Fe)
Departamento de San Justo är en kommun i Argentina.   Den ligger i provinsen Santa Fe, i den centrala delen av landet, 500 km norr om huvudstaden Buenos Aires. Antalet invånare är 40 379.
Trakten runt Departamento de San Justo består till största delen av jordbruksmark. Runt Departamento de San Justo är det mycket glesbefolkat, med 7 invånare per kvadratkilometer.